# Parsonsia dorrigoensis
Parsonsia dorrigoensis är en oleanderväxtart som beskrevs av J.B. Williams. Parsonsia dorrigoensis ingår i släktet Parsonsia och familjen oleanderväxter. Inga underarter finns listade i Catalogue of Life.